# Aldealpozo
Aldealpozo és un municipi espanyol ubicat a la província de Sòria, dins la comunitat autònoma de Castella i Lleó.

## Demografia
| Any      | 1900 | 1910 | 1920 | 1930 | 1940 | 1950 | 1960 | 1970 | 1980 | 1990 | 2000 | 2006 |
| Població | 217  | 272  | 269  | 312  | 207  | 191  | 182  | 70   | 37   | 33   | 31   | 26   |